# Albrecht von Roeder
Franz Ferdinand Albrecht Ludwig von Roeder (* 31. Juli 1811 in Vörden, Westfalen; † 11. Juni 1857 in Five-Mile Coleto Creek, Texas, Vereinigte Staaten) war ein deutschamerikanischer Soldat im Texanischen Unabhängigkeitskrieg und Farmer in Texas sowie Gründer der Ortschaft Cat Spring im Austin County.

## Familie
Er war der Sohn des Anton Ludwig Sigismund von Roeder (1774–1847), aus einer alten anhaltischen Familie, und der Caroline Luise Sack (1782–1865), der dritten Tochter des Friedrich Samuel Gottfried Sack.
Roeder heiratete am 6. August 1841 in Catspring Caroline Ernst, die Witwe seines im Jahr zuvor verstorbenen Bruders Ludwig. Aus der Ehe gingen sieben Kinder hervor (bereits mit Ludwig hatte Caroline drei Kinder).

## Leben
Roeder wuchs mit seinen 15 Geschwistern auf dem Gelände der Abtei Marienmünster auf, einer ehemaligen Benediktiner-Abtei bei Höxter in Westfalen. Nach seinem Schulbesuch begann er am 1. Oktober 1832 ein Studium der Rechtswissenschaft an der Universität Göttingen.
Im Frühjahr 1834 wanderte er mit seinen Brüdern Joachim und Ludwig und seiner ältesten Schwester Valeska nach Texas aus, um einen geeigneten Siedlungsplatz für seine Großfamilie zu finden; die anderen Angehörigen wollten später folgen. Kurz nach ihrer Ankunft in der Siedlung von Stephen F. Austin im Juli 1834 erkrankten sie schwer an Gelbfieber, das in diesem Sommer gerade in der Region wütete. Joachim und Valeska starben, doch Albrecht und Ludwig überlebten, nachdem ihr Bruder Rudolph und ihr Schwager Robert Justus Kleberg Ende 1834 zu ihnen gestoßen waren und sie gesund pflegen konnten.
Vom 3. November bis 13. Dezember 1835 diente Roeder im texanischen Unabhängigkeitskrieg als einfacher Soldat in Captain (Hauptmann) John Yorks Kompanie der Republikanischen Armee von Texas und nahm an den Schlachten von Bexar (5.–10. Dezember 1835) und San Antonio teil. Nach dem Krieg kehrte er in sein neues Heimat-County zurück, um dort als Farmer zu leben. Nachdem er am 29. März 1838 ein großes Stück Land zugeteilt bekommen hatte, gründete er auf diesem die Siedlung Cat Spring. Roeder selbst soll der Siedlung auch ihren Namen – zu deutsch „Katzenquelle“ – gegeben haben, nachdem einer seiner Söhne von einem Puma getötet worden war.
Etwa 1847 zog er mit seiner Frau und den zahlreichen Kindern zu seinem Schwager Robert Justus Kleberg und anderen Roeder-Angehörigen in das „Latin Settlement“ Meyersville im DeWitt County. Anfang Oktober 1848 zogen er und Kleberg mit 40 anderen Siedlern unter Führung von Captain John York aus, um am Escondido Creek nahe Yorktown westlich des San Antonio River gegen die sich dem Landraub der Weißen widersetzenden Lipan-Indianer zu kämpfen. Beide überlebten, doch die meisten anderen starben im Kampf – unter ihnen auch John York.
Roeder selbst fiel im Juni 1857 im sogenannten Cart War.